# Svartknoppsmossa
Svartknoppsmossa (Catoscopium nigritum) är en bladmossart som beskrevs av Bridel 1826. Svartknoppsmossa ingår i släktet Catoscopium och familjen Catoscopiaceae. Arten är reproducerande i Sverige. Inga underarter finns listade i Catalogue of Life.